# Laaglandfynbos en -renosterveld
Het Laaglandfynbos en -renosterveld is een WWF-ecoregio die vrijwel geheel beperkt is tot de provincie West-Kaap van Zuid-Afrika.
Het is een gebied waar veldbranden een regelmatige verschijning vormen die een belangrijke rol speelt in het ecosysteem. De regen van 330-750 mm per jaar valt meestal in de winter en de gronden zijn gewoonlijk niet al te vruchtbaar. De temperaturen zijn vrij gematigd en overstijgen zelden de 30°C.
De ecoregio grenst in aan de succulenten-Karoo van het binnenland en aan de ecoregio van het Hooglandfynbos en -renosterveld in de hoger gelegen bergachtige streken die de kust van het binnenland scheidt.
Het laaglandfynbos en -renosterveld is ongeveer 32.756 km² in omvang, waarvan 53,8% fynbos is en 46,2% renosterveld. Het onderscheid met de buurregio in het hoogland is grotendeels te danken aan de hogere regenval in de bergen.
Er zijn negen fysiografische streken te onderscheiden:
1. Het gebied van de westkust
2. Het Warm Bokkeveld
3. Het Elgin-bekken
4. De Agulhasvlakte
5. De vallei van de Breederivier
6. Het gebied van de zuidkust
7. De Kleine Karoo; een deel ervan.
8. De Langkloof
9. Het gebied van de zuidoostkust

De ecoregio is flink aangetast door menselijk ingrijpen, met name door de landbouw. Dit geldt vooral voor het renostervelddeel. Er worden pogingen ondernomen tot beter beheer te komen van wat er van resteert. Een aantal natuurreservaten (zie bijvoorbeeld CapeNature) en nationale parken zoals Bontebok zijn centra voor deze ontwikkeling. Een belangrijke vraag daarbij is het beheer van de branden die een vast onderdeel van het systeem vormen. Een ander probleem wordt gevormd door de rol die gespeeld wordt door invasieve soorten, vooral grassen die niet in de streek thuishoren. Pogingen om de inheemse flora een kans te geven als dekgewas in de wijngaarden rond Stellenbosch waren niet erg succesvol.
De flora van het gebied is uitzonderlijk te noemen en kent veel overblijfselen van de flora van Gondwana. Bijna 80% van de fynbos- en renosterveldvegetatie is endemisch. Een vooraanstaande rol wordt gespeeld door de suikerbossenfamilie Proteaceae en rietachtige planten uit de familie Restionaceae, de restio's. De laatste zijn heel typerend voor fynbosvegetatie. Daarnaast zijn er veel geofyten die vooral na branden in bloei komen. De renosterveldcomponent van de ecoregio onderscheidt zich door het vrijwel ontbreken van de restio's. Het grootste stuk laaglandrenosterveld dat nog min of meer intact is, is het Haarwegkloof-renosterveldreservaat. dat in zijn eentje al 500 plantensoorten voor zijn rekening neemt. Het hoge endemisme van de flora is uniek voor een groot continent; het wordt elders alleen aangetroffen op grote eilanden zoals Nieuw-Zeeland of Madagaskar. Er zijn vier families die geheel endemisch zijn Geissolomataceae, Grubbiaceae, Roridulaceae en Stilbaceae en nog drie die bijna endemisch zijn. De fauna is veel minder endemisch, zeker wat de zoogdieren betreft. Onder de ongewervelden ligt dat anders, daar zijn wel een aantal overblijfselen van Gondwana te onderkennen. Dit geldt in zekere mate ook voor vissen, amfibieën en reptielen.

AT0115 Bergwouden · 
AT0116 Kustbossen · 
AT0119 Maputaland · 
AT0708 Kalahari bosland · 
AT0717 Bosveld · 
AT0725 Mopanebosland · 
AT1003 Hoge Drakensbergen · 
AT1004 Lage Drakensbergen

AT1009 Hogeveld · 
AT1012 Pondoland · 
AN1104 Marioneiland · 
AT1201 Zuurveld · 
AT1202 Laag fynbos · 
AT1203 Hoog fynbos · 
AT1309 Kalahari droge savanne · 
AT1314 Nama-Karoo · 
AT1322 Succulenten-Karoo · 
AT1405 Mangrovebossen